# Geërfdenmolen
De Geërfdenmolen was een watermolen in Tegelen, in de huidige Nederlandse gemeente Venlo. De molen deed dienst als korenmolen.

## Korte geschiedenis
De molen dateert waarschijnlijk uit de zestiende eeuw. Hoewel er ook wordt gesproken over een veel oudere molen in de Mulgouw, in het centrum van het Frankische Rijk, zijn daarvan vooralsnog geen bewijzen te vinden. Wel is bekend dat de molen, door een voortdurende vete tussen Tegelen en Venlo, de Mulbeek regelmatig door beide twistende partijen is verlegd in hun eigen voordeel. Tegelen verloor in 1662 uiteindelijk de strijd. Daarvoor was de molen al verdwenen.

## Locatie
De molen lag ten oosten van kasteel de Munt, nabij de huidige straat Molenpas. De Mulbeek ontsprong op de steilrand van het Maasterras welke door het Broek tussen Venlo en Tegelen langs kasteel de Munt en de Geërfdenmolen voerde, om via het Eng en het Engerveld uit te monden in de Maas.